# Vlag van Blekinge

Vlag van Blekinge län

De vlag van Blekinge is de vlag van Blekinge län, een provincie in Zweden. Het is tevens de vlag van het landschap Blekinge. De vlag bestaat uit een blauw veld met een gouden eik met drie gouden kronen op de stam. Het is een vierkante banier van het wapen van deze Zweedse provincie. De vlag en het wapen werd op 14 september 1944 officieel aangenomen.
Het wapen werd gemaakt om de nieuw ingelijfde provincie Zweden te vertegenwoordigen in verband met de begrafenis van koning Karl X Gustav in 1660. Pas bij een herbepaling in 1944 werd de boom erkend als eik.
Blekinge was, voor zover bekend, de enige van de zogenaamde Skåneland die in de middeleeuwen een gemeenschappelijke zegel had voor de verschillende graafschappen. Het toonde in een blauw veld een heuvel versierd met gebladerte, die oprees uit afwisselend blauwe en witte golven en aan de bovenkant werd bekroond met een gouden kroon.